# Krzysztof Pstrokoński
Krzysztof Pstrokoński herbu Budzisz (zm. w 1620 roku) – pisarz ziemski łęczycki w latach 1613–1620.
Poseł na sejm 1611 roku z województwa łęczyckiego.
Był katolikiem.